# Kuunkuiskaajat
Kuunkuiskaajat er en finsk duo som består af Susan Aho og Johanna Virtanen.
De repræsenterede Finland i Eurovision Song Contest 2010 i Oslo, Norge med sangen Työlki ellää. Men blev stemt ud i 1. semifinale, og kom dermed ikke med i finalen.